# 三浦祐介
三浦 ゆうすけ（みうら ゆうすけ、1978年4月24日 - ）は、日本の俳優である。ワイケーエージェント所属。

## 出演

### テレビドラマ
- 2005年 ドラマW「アウトリミット」(下山天監督) WOWOW
- 2005年「はぐれ刑事純情派スペシャル」テレビ朝日
- 2007年 土曜ドラマ「病院のチカラ〜星空のホスピタル」第1話 NHK
- 2009年 土曜ワイド劇場「特ダネ記者 嘉門公平の殺人取材」テレビ朝日
- 2009年 土曜時代劇「オトコマエ！2」第14話 NHK
- 2010年 土曜時代劇「桂ちずる診察日録」第10話 NHK
- 2011年8月 BS時代劇「テンペスト」第5話 NHK
- 2012年1月 BS時代劇「火怨・北の英雄アテルイ伝」第3話 NHK
- 2013年5月 ドラマ10「第二楽章」第4話、第6話 NHK
- 2017年「監獄のお姫さま」TBS
- 2018年「コールドケース2～真実の扉～」WOWOW
- 2018年 日曜劇場「下町ロケット」第4話 TBS
- 2019年「歌舞伎町弁護人 凛花」第12話 BSテレ東
- 2019年「死役所」第10話 捜査員役 テレビ東京
- 2019年「べしゃり暮らし」第5話 テレビ朝日
- 2019年「時効警察はじめました」テレビ朝日
- 2019年「仮面ライダーゼロワン」第19話、第20話 テレビ朝日
- 2019年「Heaven?～ご苦楽レストラン～」TBS
- 2019年「ノーサイドゲーム」TBS
- 2019年「メゾン・ド・ポリス」TBS
- 2019年 日曜劇場「集団左遷」TBS
- 2021年11月「准教授・高槻彰良の推察 Season2」WOWOW
- 2022年4月「ヒル Season 2」 WOWOW
- 2024年「不適切にもほどがある!」第1話 TBS

### 映画
- 2005年「忍-SHINOBI-」（監督：下山天）
- 2012年「劇場版テンペスト3D」（監督：吉村芳之）
- 2018年「アウト＆アウト」（監督：きうちかずひろ）
- 2020年「浅田家！」（監督：中野量太）
- 2020年「咲む」（監督：早瀬憲太郎）

### CM
- 2016年 S&B「香りのある毎日」
- 2018年 マイクロソフトWEB CM

### 舞台
北区つかこうへい劇団 2002年〜
- 2003年、「熱海殺人事件」(滝野川会館)、ロマンス」（北とぴあ）、熱海殺人事件〜蛍の帰って来る日」（北とぴあ）
  - 11〜12月「飛龍伝」（青山劇場・大阪厚生年金芸術ホール
- 2004年5〜8月「熱海殺人事件〜平壌から来た女刑事」全国公演 主演 木村伝衛兵役
- 2006年7月三浦祐介一人芝居「ヒモの話」主演（構成・演出／蓮見正幸 紀伊國屋ホール））
- 2006年
  - 9〜10月「蒲田行進曲」監督役（青山劇場・シアターBRAVA）
  - 11月三浦祐介一人芝居「ヒモの話」再演（名古屋公演）
- 2008年5月「ステロイド」主演 作・演出/蓮見正幸 （文士村記念館）
- 2009年4月「恋文」主演 作・演出/蓮見正幸 (紀伊國屋ホール)

プロデュース公演
- 2002年 少年隊ミュージカル「PLAYZONE2002「愛史」」（青山劇場）
- 2003年「OVERSEAS」演出/河毛俊作 （シアターコクーン・大阪近鉄劇場）
- 2005年
  - 4月 「あずみ」演出/岡村俊一 (明治座)
  - 12月「エビ大王」作／洪 元基・演出/岡村俊一（青山劇場）
- 2006年4月「あずみリターンズ」演出/岡村俊一 (明治座)
- 2007年5月「美味学院」演出/岡村俊一 (青山劇場)
- 2008年10月 吉幾三公演「十六代目婿養子」（中日劇場）
- 2009年
  - 5月「東京アリス」演出/大木綾子（スペースゼロ）
  - 10月「大川わたり」演出/江守徹 (中日劇場)
- 2010年
  - 2月「梅咲きぬ」演出/江守徹 (御園座)
  - 7月「浪花恋しぐれ」演出/池田政之（中日劇場）
  - 10月〜2011年3月「取り立てや お春」作・演出/マキノノゾミ（明治座・御園座・松竹座）
- 2011年
  - 8月「ミラクルスーパーマーケット」演出/中村公平 （萬劇場）
  - 9月「信長」作・演出/藤森一朗 （全労済ホール／スペースゼロ）
- 2012年
  - 5月ビタミン大使ABC「PhII顆粒」作・演出/宮川 賢 （スペース107）
  - 9月「恋人たちの神話」演出/錦織一清 (三越劇場)
- 2013年
  - 5月〜6月…音楽劇「ザ・オダサク」演出/錦織一清 (松竹座 新橋演舞場)
  - 9月「悪党どもが多すぎる」作・演出/木内一裕 (笹塚ファクトリー)
  - 11月「さらば八月の大地」演出/山田洋次 (新橋演舞場)
- 2014年
  - 3月「熱海殺人事件」 演出/ 錦織一清 主演 (日本放送イマジンスタジオ)
  - 4月「ミュージカル ザ・オダサク」 演出/ 錦織一清 (KAAT神奈川芸術劇場 京都南座)
  - 7月「出発」 演出/錦織一清 (新橋演舞場 京都南座)
  - 11月「おだまり劇場」 演出/ 中島淳彦 (シアター1010 中日劇場)
- 2015年
  - 2月〜3月「現代狂言 IX」 演出/ 野村万蔵 (国立能楽堂など)
  - 4月「広島に原爆を落とす日」 演出/ 錦織一清 (サンシャイン劇場 京都南座)
  - 5月 松竹新喜劇 爆笑公演 巡業公演
  - 7月「あゝ同期の桜」演出/ 錦織一清 (イマジンスタジオ)
  - 8月「南の島に雪が降る」 演出/中島淳彦 (浅草公会堂 中日劇場)
- 2016年
  - 2月〜3月「現代狂言 x」演出/ 野村万蔵 主演 南原清隆 (国立能楽堂など)
  - 3月「あゝ同期の桜」演出/ 錦織一清 (博多リバレインホール)
  - 4月「寝盗られ宗介」 演出/ 錦織一清 (松竹座 新橋演舞場)
  - 7月「グレイト・ギャツビー」 演出/ 錦織一清 (サンシャイン劇場)
  - 9月〜10月 「おたふく物語」演出/石井ふく子 (明治座 博多座)
- 2017年
  - 3月「三太かわら版売り」演出/ 錦織一清 主演/魚屋人助役 (イマジンスタジオ)

- 2019年
  - 10月「プラザ・スイート─真冬の午後 春の昼下り 六月土曜のアフタヌーン─」(六本木トリコロールシアター)
- 2020年
  - 1月「てぬるいとげ 」(アトリエファンファーレ池袋)
  - 2月TENSHO座「サラリーマンナイトフィーバー」(本所松坂亭劇場)
  - 12月若獅子会プロデュース公演「白野弁十郎」有馬源兵衛役（九州浪人）／高田運三役（朱雀隊）(シアターX)
- 2021年
  - 2月 ものづくり計画主催「知恵と希望と極悪キノコ」（紀伊國屋サザンシアターTAKASHIMAYA）
  - 9月TENSHO座「サラリーマンナイトフィーバー」演出/錦織一清(配信)
- 2022年
  - 2月 舞台 「アルプススタンドのはしの方」演出/村上大樹（サンモールスタジオ）
  - 5月「飛龍伝2022〜愛と青春の国会前〜」演出/錦織一清（紀伊國屋ホール）
  - 10月　「サラリーマンナイトフィーバー」演出/錦織一清（松竹座）
- 2023年
  - 2月　「サラリーマンナイトフィーバー」演出/錦織一清（三越劇場）
  - 3月　「朝日のような夕日をつれて」演出/逸見輝羊（キンケロシアター）
  - 4月　「垣根の魔女」演出/錦織一清　主演/久本雅美　（松竹座ほか）
  - 6月　「3年B組みょー八先生」みょーちゃん劇団
  - 10月　「知覧へ」若獅子会
- 2024年   ・８月　「カルメン故郷に帰る」（新橋演舞場）